# 於仇賁
於仇賁（？—？），東漢初期鮮卑族大人，是史書最初出場的鮮卑大人。
建武三十年（54年）春正月、鮮卑大人於仇賁、滿頭率族人到洛陽宮闕朝貢，内属東漢，光武帝封於仇賁為王、封滿頭為侯爵。